# Ptycholoma lecheana
Ptycholoma lecheana là một loài bướm đêm thuộc họ Tortricidae. Nó được tìm thấy ở châu Âu.
Sải cánh dài 16–20 mm. Con trưởng thành bay từ cuối tháng 5 đến tháng 7.
Ấu trùng ăn various trees và shrubs.

## Hình ảnh

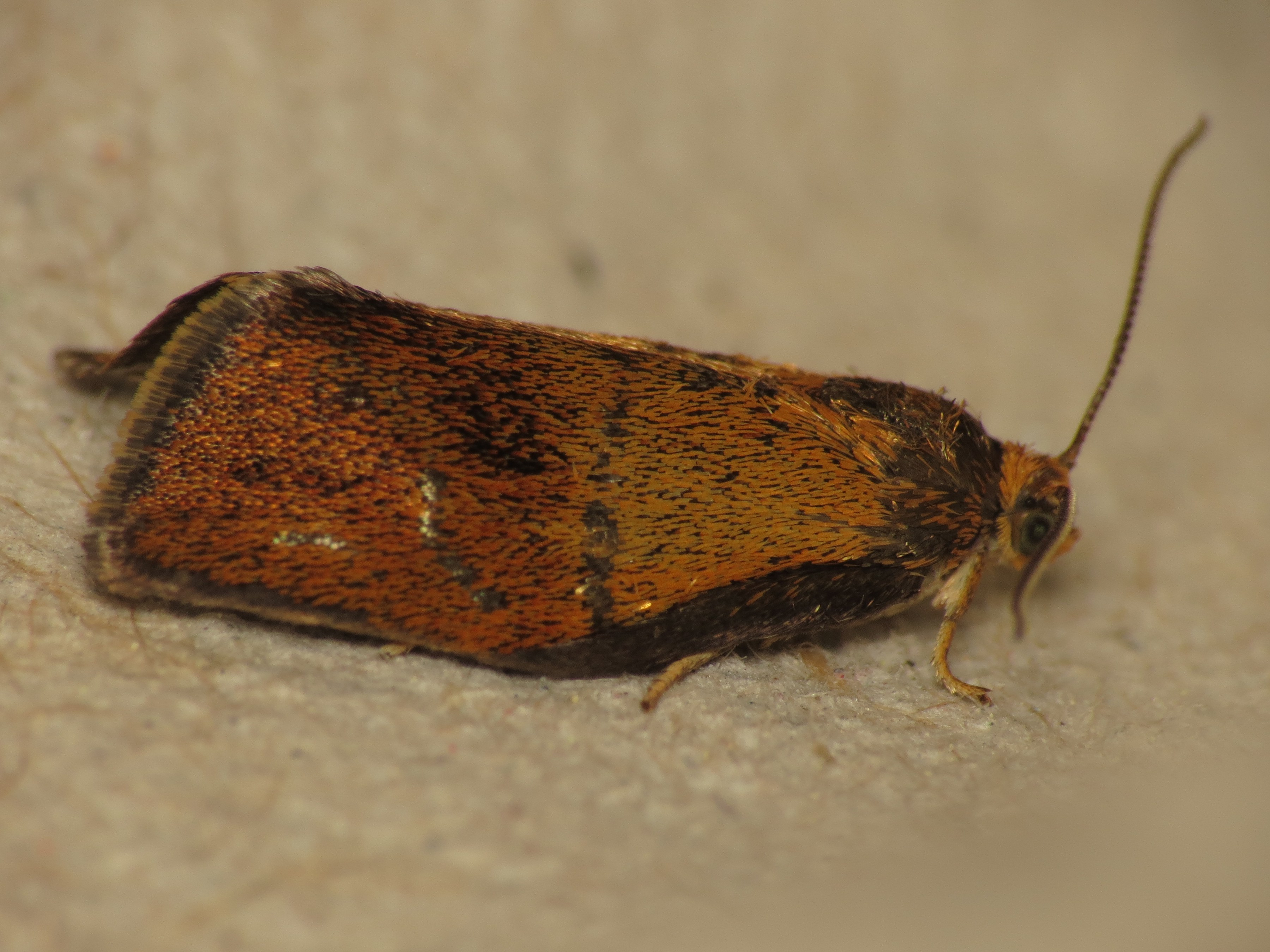
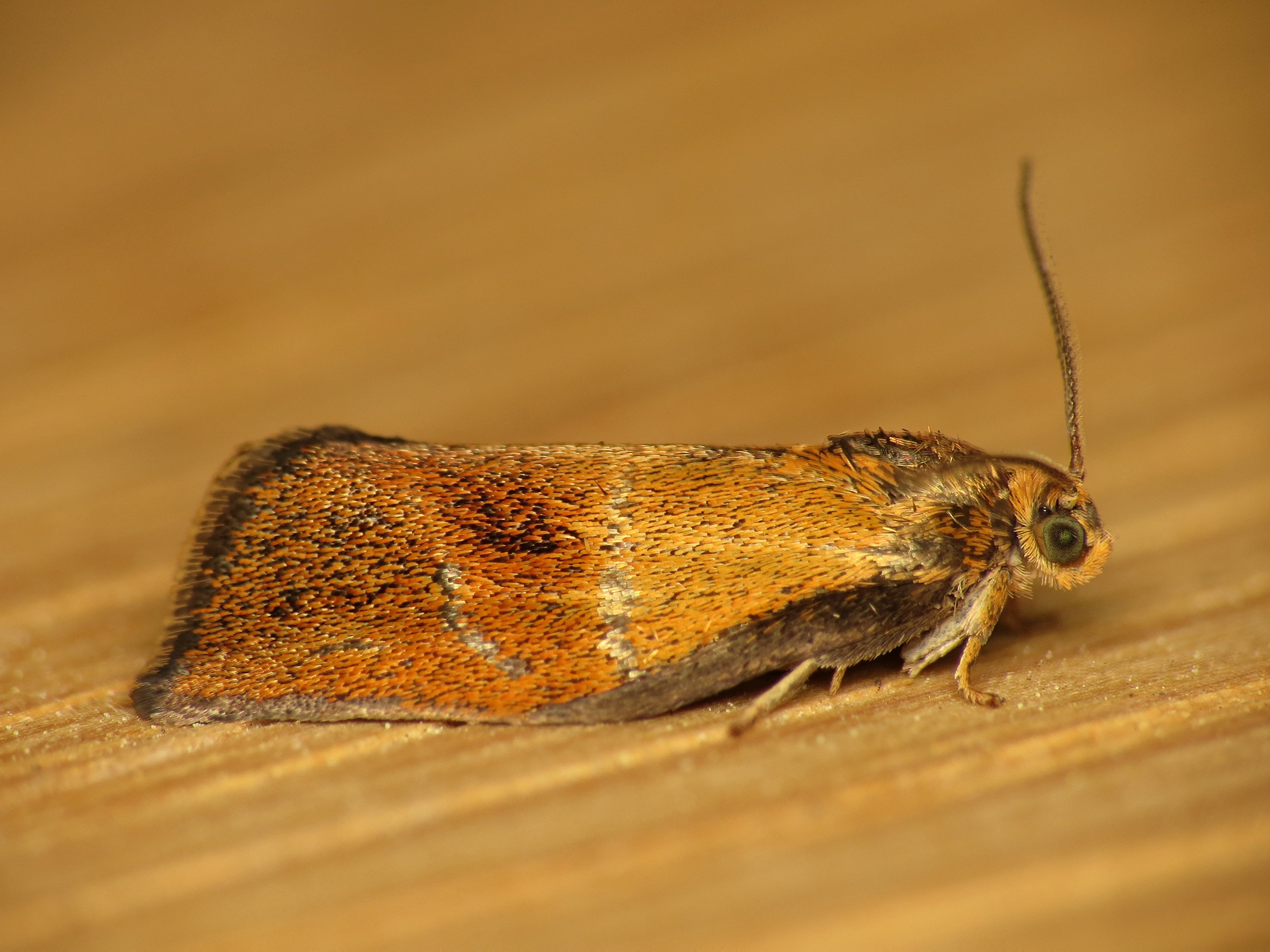
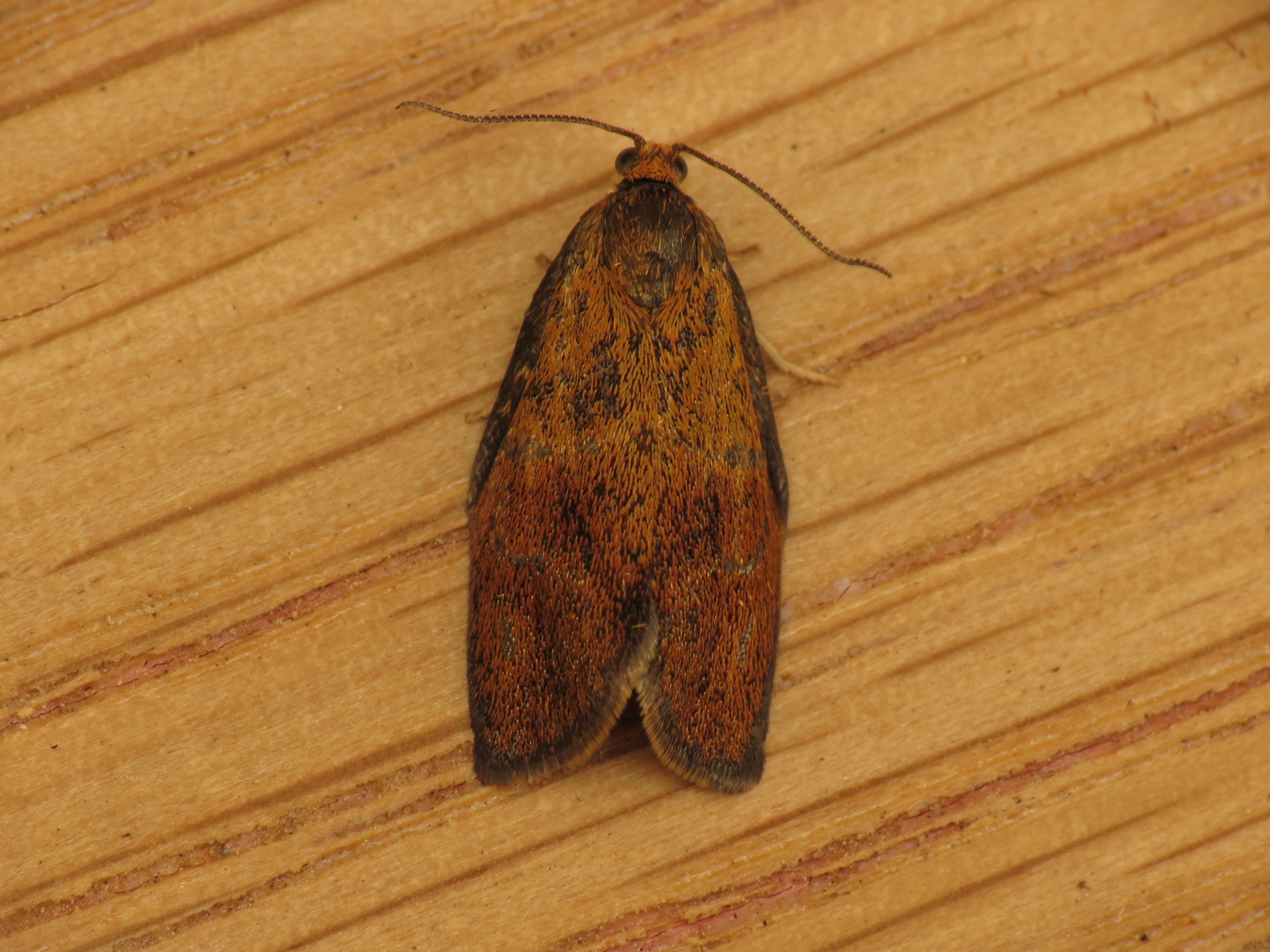
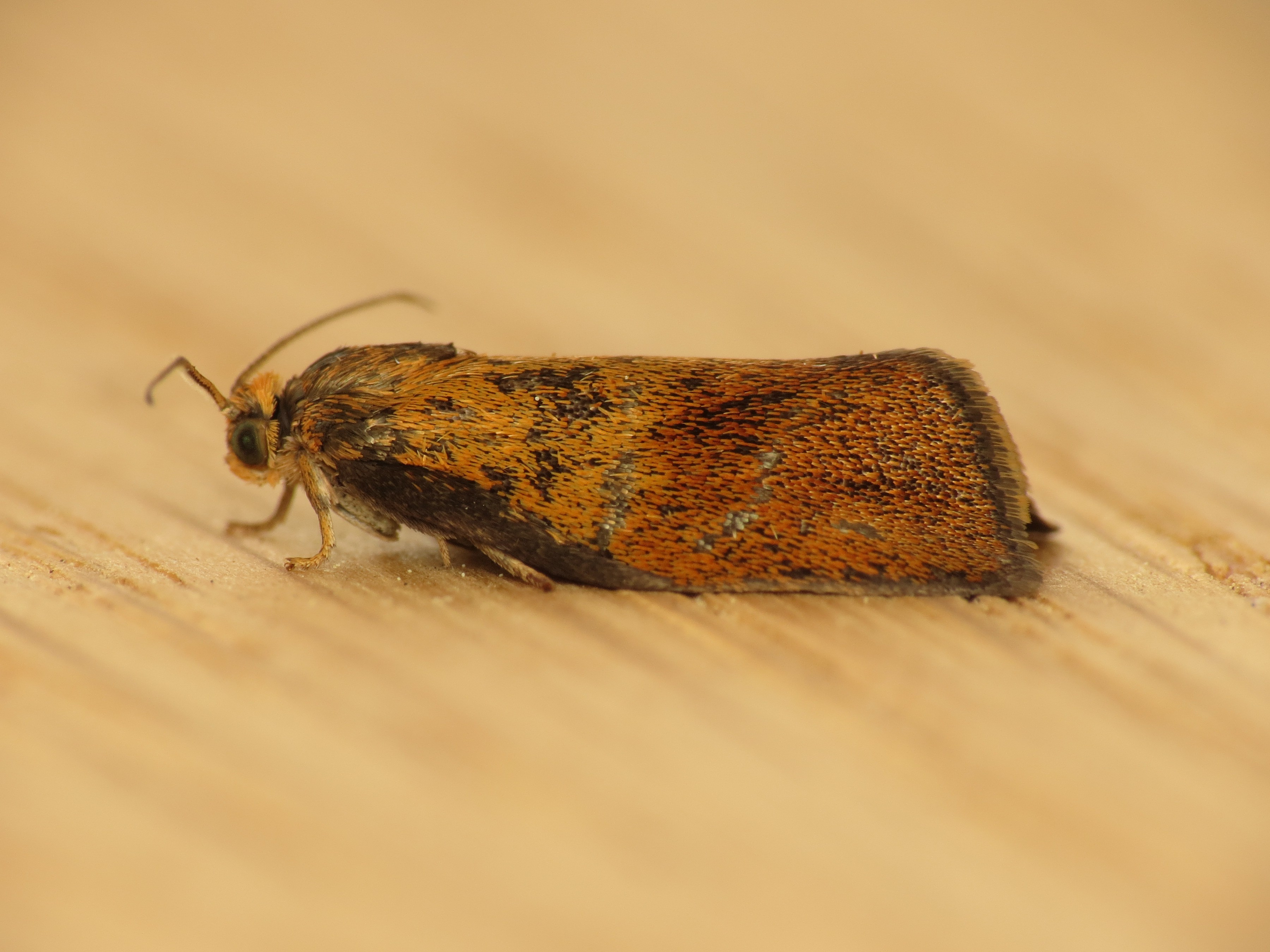